# Square Nicolaÿ
Le square Nicolaÿ est une voie privée du 17e arrondissement de Paris, en France.

## Description
Le square Nicolaÿ a une forme rectangulaire, mesure 75 mètres de longueur et 19 mètres de largeur. Il est constitué d'un parc central avec de la végétation diverse. Le parc est entouré de routes de pavés qui permettent de traverser le square et de passer de la rue des Moines à la rue Legendre. D'un côté, un escalier mène à une petite place semi-circulaire avec un lampadaire et des parterres de fleurs, de l'autre une ancienne fontaine en pierre subsiste. Le square donne accès à différentes portes d'immeubles.

## Situation et accès
Le square Nicolaÿ est une voie privée située dans le 17e arrondissement de Paris. Il débute au 16, rue des Moines et se termine au 77 bis, rue Legendre.

## Origine du nom

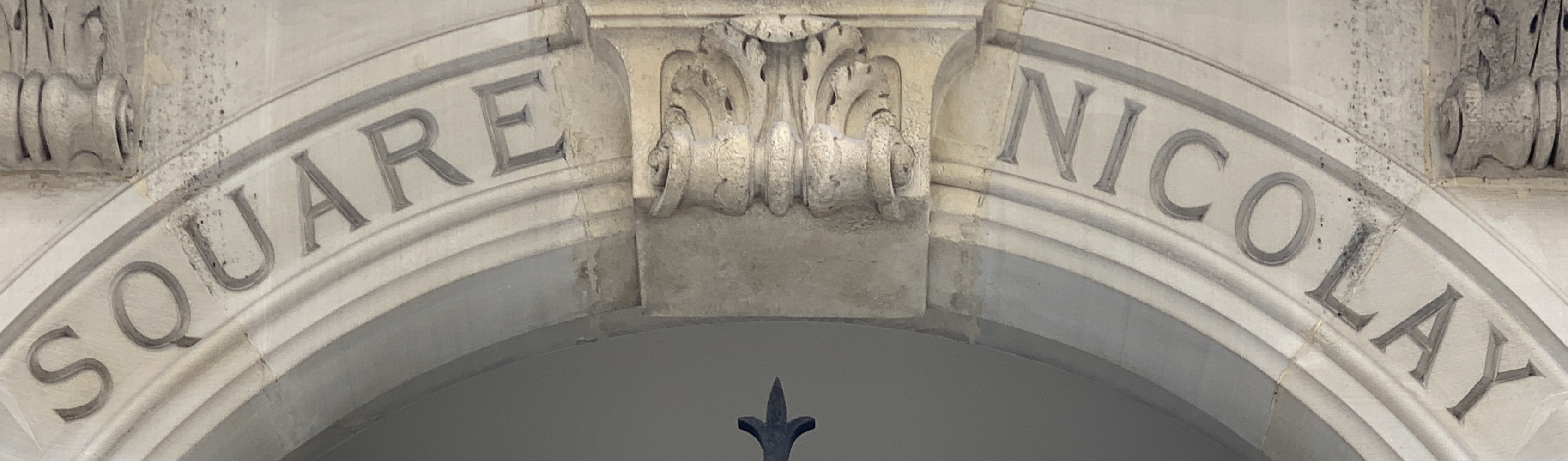
Inscription du square.

La rue tire son nom de celui d'un ancien  propriétaire, le comte de Nicolaÿ.

## Historique
Le comte de Nicolaÿ est un homme politique français du XXe siècle. Il était propriétaire du terrain, et aussi d'autres lieux comme le Château de Lude. Il fut sénateur de la Sarthe et maire de Lude.